# Snowornis subalaris
El guardabosques coligrís (en Colombia) (Snowornis subalaris), también denominado piha coligrís (en Ecuador), piha de cola gris (en Perú) o minero de cola gris,  es una especie de ave paseriforme de la  familia Cotingidae, una de las dos perteneciente al género Snowornis. Es nativo de regiones andimas del noroeste de América del Sur.

## Distribución y hábitat
Se distribuye por la pendiente oriental de los Andes del sur de Colombia, este de Ecuador y este de Perú (al sur hasta Madre de Dios).
Esta especie es considerada rara y local en sus hábitats naturales: el nivel bajo y medio de bosques de piedemonte y montanos húmedos tropicales o subtropicales entre los 500 y los 1400 m de altitud.

## Estado de conservación
El guardabosques coligrís había sido calificado como «casi amenazado» por la Unión Internacional para la Conservación de la Naturaleza (IUCN) hasta el año 2020 debido a que con las tasas de deforestación de la cuenca del Amazonas, se esperaba que la población disminuya en un 25-30% en las próximas tres generaciones. Sin embargo, en nueva evaluación, realizada en aquel año, se le re-calificó como «preocupación menor».

## Sistemática

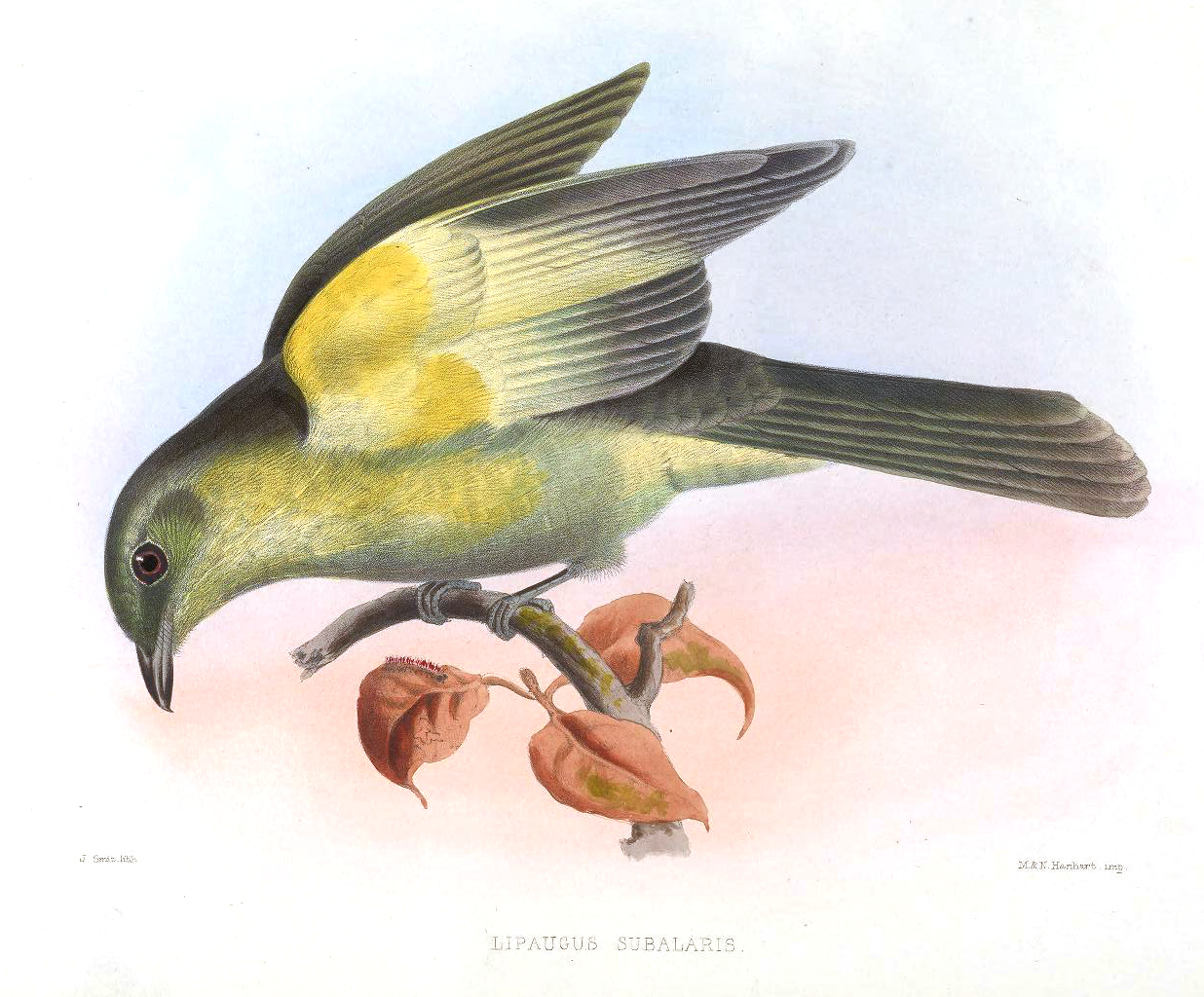
Lipaugus subalaris, ilustración de Smit, en Exotic ornithology: containing figures and descriptions of new or rare species of American birds, 1869.

### Descripción original
La especie S. subalaris fue descrita por primera vez por el zoólogo británico Philip Lutley Sclater en 1861 bajo el nombre científico Lipaugus subalaris; la localidad tipo es «Río Napo, Ecuador».

### Etimología
El nombre genérico masculino «Snowornis» conmemora al ornitólogo británico David William Snow (1924-2009) combinado con la palabra del griego «ornis, ornithos» que significa pájaro; y el nombre de la especie «subalaris», en latín moderno significa ‘bajo las alas’.

### Taxonomía
El ornitólogo David William Snow fue el primero a sugerir en 1982 que las dos especies andinas de Lipaugus, los pihas verdes, podrían ser parientes distantes del resto del género; posteriormente, en 1990, Richard O. Prum encontró cinco características morfológicas bien diferenciadas, lo que lo condujo a describir un nuevo género Swonornis, en 2001, para separarlas. El nombre homenajea a Snow por sus muchas contribuciones al entendimiento de la ecología, el comportamiento y la sistemática de Cotingidae y Pipridae.
Es monotípica.